# Kanton Gourbeyre
Kanton Gourbeyre (francouzsky Canton de Lamentin) byl francouzský kanton v departementu Guadeloupe v regionu Guadeloupe. Tvořila ho pouze obec Gourbeyre. Zrušen byl při reformě francouzských kantonů z roku 2014.